# Organizační složka obce
Organizační složka obce je organizační útvar obce, který je do jisté míry funkčně samostatný, ale nemá vlastní právní subjektivitu a není ani účetní jednotkou. Není ani součástí obecního úřadu, ale podléhá přímo obecní samosprávě. Český právní řád se organizačními složkami územních samosprávných celků explicitně zabývá s účinností od 1. ledna 2001, a to v zákoně č. 250/2000 Sb., o rozpočtových pravidlech územních rozpočtů, s jehož vydáním byl pojem zapracován i do zákonů o obecním zřízení. Jako organizační složky se označují organizační jednotky určené k výkonu samostatné působnosti obce například při správě majetku a poskytování služeb, avšak bez právní subjektivity. Pro organizační jednotky a útvary obce určené k výkonu veřejné moci (obecní úřad, obecní policie, zastupitelstvo obce, rada obce atd.) se používá termín orgán obce. 

## Organizační složky obcí v České republice

### Právní rámec
Postavení organizačních složek územních samosprávných celků (obcí a krajů) upravují s účinností od 1. ledna 2001 § 24–26 zákona č. 250/2000 Sb., o rozpočtových pravidlech územních rozpočtů. Ve formulaci § 26 zákon jednou použil místo termínu „organizační složka“ pojem „organizační jednotka“, což by mohlo vyvolat výkladové pochybnosti o vztahu obou pojmů.
Zákon o obcích (128/2000 Sb.) obsahuje právo obcí zřizovat své organizační složky v nově přidaném § 35a; v § 84 je pak uvedeno, že zřizování a rušení organizačních složek i příspěvkových organizací obce a schvalování jejich zřizovacích listin je vyhrazeno zastupitelstvu. Plnění funkce zřizovatele a stanovení počtu zaměstnanců organizační složky je pak podle § 102 vyhrazeno radě obce. Kde rada zřízena není, plnění funkce zřizovatele připadá starostovi a stanovení počtu zaměstnanců připadá zastupitelstvu. Podle § 34a zákona o obcích smí organizační složka obce užívat znak a vlajku obce. Podle § 130 zákona o obcích může ve statutárních městech statut města zmocnit městské obvody nebo městské části ke zřizování a rušení právnických osob a organizačních složek a podle § 131 i k výkonu funkce zaměstnavatele pro pracovníky organizačních složek. Obdobně upravuje postavení organizačních složek i zákon o hlavním městě Praze. V případě hlavního města Prahy je podle zákona č. 131/2000 Sb. oprávnění městských částí zakládat, zřizovat a rušit právnické osoby a organizační složky uvedeno přímo v § 18 a 89 zákona. 
Organizační složka územního samosprávného celku vzniká rozhodnutím jeho zastupitelstva. Hospodaří jménem svého zřizovatele a není účetní jednotkou. O vzniku organizační složky vydá zřizovatel zřizovací listinu, kde uvede úplný název zřizovatele včetně údaje o okresu, název a sídlo organizační složky, vymezení jejího účelu a předmětu činnosti, označení osob oprávněných jednat za organizační složku, vymezení majetku zřizovatele, který se organizační složce předává do správy k hospodářskému využití, vymezení předaných majetkových práv, okruh příjmů a výdajů a způsob jejich použití, způsob vedení odděleného účetnictví a vymezení doby, na kterou je organizační složka zřízena. Zřizovatel jmenuje vedoucího organizační složky a určí jeho práva a povinnosti. Tuto formu hospodaření má podle zákona územně samosprávný celek volit pro takové činnosti, které nevyžadují velký počet zaměstnanců, nepotřebují složité a rozsáhlé strojní nebo jiné technické vybavení, nejsou vnitřně odvětvově či jinak organizačně členěné a nevstupují do složitých ekonomických nebo právních vztahů.
Některé organizační složky obcí vznikly ze zákona na základě přechodného ustanovení v § 41 zákona č. 250/2000 Sb., o rozpočtových pravidlech územních rozpočtů, podle kterého se organizačními složkami obcí staly s účinností zákona (od 1. ledna 2001) dosavadní rozpočtové organizace obcí, čímž zanikla jejich právní subjektivita a jejich práva a povinnosti přešly na zřizovatelské obce. Obec k tomu účelu měla rozhodnutím zastupitelstva vydat do 6 měsíců ode dne účinnosti zákona zřizovací listinu organizační složky. K této ztrátě právní subjektivity však nedošlo, pokud obec do 6 měsíců od nabytí účinnosti zákona přeměnila rozpočtovou organizaci na příspěvkovou organizaci. 
Lze předpokládat, že obec vykonává prostřednictvím organizačních složek pouze činnosti, které spadají do samostatné působnosti obcí.
Pracovníci organizační složky jsou podle zákona zaměstnanci zřizovatele, pokud zvláštní zákon nestanoví jinak. Protože organizační složka není součástí obecního úřadu, je nutné vztahy upravit ve zřizovací listině. Může být výhodné, pokud obec (rozhodnutím zastupitelstva či rady) výkonem funkce zaměstnavatele vůči pracovníkům organizační složky pověří tajemníka obecního úřadu (resp. ředitele magistrátu). Kde funkce tajemníka zřízena není, bude tuto působnost vykonávat zpravidla starosta.
Podle § 25 zákona č. 250/2000 Sb. má územní samosprávný celek ve svém rozpočtu obsaženy veškeré příjmy a výdaje svých organizačních složek, organizační složky své vlastní rozpočty nemají. Územní samosprávný celek dává oprávnění k dispozicím s rozpočtem organizační složky jednak svému úřadu, jednak také podle potřeby odpovědnému vedoucímu organizační složky. Na organizační složku přenáší zřizovatel oprávnění disponovat jen s takovými peněžními prostředky, které souvisejí s její běžnou, pravidelnou činností, již je nutné zabezpečovat operativně; tyto prostředky poskytuje zřizovatel organizační složce formou provozní zálohy v hotovosti nebo zřízením běžného účtu u banky. Vedoucí organizační složky pak odpovídá za hospodaření, vedení pokladní služby a úplnost podkladů pro účetní záznamy zřizovatele. Organizační složka je povinna vyúčtovat provozní zálohu po ukončení období, na něž byla poskytnuta, nejpozději však do 31. prosince rozpočtového roku, nevyčerpanou zálohu je povinna vrátit. Zřizovatel může pověřit svou organizační složku vybíráním některých rozpočtových příjmů z její činnosti; z vybraných příjmů nesmí organizační složka hradit výdaje, ale je povinna je odvést na účet svého zřizovatele nejpozději koncem každého měsíce. Zřizovatel kontroluje hospodaření se svěřeným majetkem a s peněžními prostředky organizační složky.
Obdobný právní rámec jako organizační složky obcí mají i organizační složky krajů, avšak kraje tento institut pravděpodobně vůbec nevyužívají. Jako možnost je tato právní forma uváděna ve statistických výkazech o knihovnách, muzeích a vydavatelích, avšak nepodařilo se najít žádný příklad instituce, která by měla tuto právní formu. Dají se nalézt jen případy, kdy se například krajský úřad nebo nějaký jeho organizační útvar v nějaké souvislosti označí za organizační složku kraje.

### Příklady organizačních složek obcí
Organizačními složkami bývají (ale nemusejí být) například jednotky sboru dobrovolných hasičů, obecní knihovny, společenská, kulturní a informační střediska, centra sociálních služeb, střediska technických služeb, střediska požární či civilní ochrany a podobně, pokud nejsou příspěvkovými organizacemi, obchodními společnostmi ani organizačními útvary obecního úřadu.
Například ve městě Bezdružice jsou organizační složkou obecní Technické služby. Ve statutárním městě Děčíně jsou zřízeny organizační složky Středisko městských služeb Děčín, Městské centrum kultury a cestovního ruchu Děčín a čtyři jednotky sboru dobrovolných hasičů.
Mnohé obce a města žádné organizační složky bez právní subjektivity nezřizují nebo neuvádějí. 
Mnohdy je však na webech obcí pojem „organizační složka“ používán v mnohem širším významu a v přehledech organizačních složek jsou uváděny i orgány obce, příspěvkové organizace, různá pracoviště a organizační útvary obecního úřadu a další typy jednotek, pracovišť či aktivit.